# La Cropte
La Cropte es una comuna francesa situada en el departamento de Mayenne, en la región de Países del Loira.

## Demografía
| 389 | 315 | 250 | 223 | 243 | 239 | 210 |
| Para los censos de 1962 a 1999 la población legal corresponde a la población sin duplicidades (Fuente: INSEE [Consultar]) |     |     |     |     |     |     |